# Mike Ribeiro
Michael "Mike" Ribeiro, född 10 februari 1980 i Montréal, Québec, är en kanadensisk professionell ishockeyspelare som spelar för Nashville Predators i NHL. Han har tidigare representerat Montreal Canadiens, Dallas Stars, Washington Capitals och Phoenix Coyotes. Ribeiro är av portugisisk härkomst.
Ribiero är främst känd för sitt offensiva spel då han under tre säsonger mäktat med över 70 poäng. Hans hittills bästa säsong var 2007–08 då han stod för 27 mål och 56 assist för totalt 83 poäng på 76 spelade matcher, vilket gav honom en 13:e plats i NHL:s totala poängliga.
Den 23 juni blev Ribeiro trejdad till Washington Capitals i utbyte mot Cody Eakin och ett val i andra rundan i NHL-draften 2012.

## Statistik

### Klubbkarriär
| 1997–98    | Rouyn-Noranda Huskies | QMJHL      | 67  | 40  | 85  | 125 | 55  | 6  | 3 | 1  | 4  | 0  |
| 1998–99    | Rouyn-Noranda Huskies | QMJHL      | 69  | 67  | 100 | 167 | 137 | 11 | 5 | 11 | 16 | 12 |
| 1998–99    | Fredericton Canadiens | AHL        | —   | —   | —   | —   | —   | 5  | 0 | 1  | 1  | 2  |
| 1999–00    | Rouyn-Noranda Huskies | QMJHL      | 2   | 1   | 3   | 4   | 0   | —  | — | —  | —  | —  |
| 1999–00    | Quebec Remparts       | QMJHL      | 21  | 17  | 28  | 45  | 30  | 11 | 3 | 20 | 23 | 38 |
| 1999–00    | Quebec Citadelles     | AHL        | 3   | 0   | 0   | 0   | 2   | —  | — | —  | —  | —  |
| 1999–00    | Montreal Canadiens    | NHL        | 19  | 1   | 1   | 2   | 2   | —  | — | —  | —  | —  |
| 2000–01    | Quebec Citadelles     | AHL        | 74  | 26  | 40  | 66  | 44  | 9  | 1 | 5  | 6  | 23 |
| 2000–01    | Montreal Canadiens    | NHL        | 2   | 0   | 0   | 0   | 2   | —  | — | —  | —  | —  |
| 2001–02    | Quebec Citadelles     | AHL        | 23  | 9   | 14  | 23  | 36  | 3  | 0 | 3  | 3  | 0  |
| 2001–02    | Montreal Canadiens    | NHL        | 43  | 8   | 10  | 18  | 12  | —  | — | —  | —  | —  |
| 2002–03    | Hamilton Bulldogs     | AHL        | 3   | 0   | 1   | 1   | 0   | —  | — | —  | —  | —  |
| 2002–03    | Montreal Canadiens    | NHL        | 52  | 5   | 12  | 17  | 6   | —  | — | —  | —  | —  |
| 2003–04    | Montreal Canadiens    | NHL        | 81  | 20  | 45  | 65  | 34  | 11 | 2 | 1  | 3  | 18 |
| 2004–05    | Esbo Blues            | FM-l       | 17  | 8   | 9   | 17  | 4   | —  | — | —  | —  | —  |
| 2005–06    | Montreal Canadiens    | NHL        | 79  | 16  | 35  | 51  | 36  | 6  | 0 | 2  | 2  | 0  |
| 2006–07    | Dallas Stars          | NHL        | 81  | 18  | 41  | 59  | 22  | 7  | 0 | 3  | 3  | 4  |
| 2007–08    | Dallas Stars          | NHL        | 76  | 27  | 56  | 83  | 46  | 18 | 3 | 14 | 17 | 16 |
| 2008–09    | Dallas Stars          | NHL        | 82  | 22  | 56  | 78  | 52  | —  | — | —  | —  | —  |
| 2009–10    | Dallas Stars          | NHL        | 66  | 19  | 34  | 53  | 38  | —  | — | —  | —  | —  |
| 2010–11    | Dallas Stars          | NHL        | 82  | 19  | 52  | 71  | 28  | —  | — | —  | —  | —  |
| 2011–12    | Dallas Stars          | NHL        | 74  | 18  | 45  | 63  | 66  | —  | — | —  | —  | —  |
| NHL totalt | NHL totalt            | NHL totalt | 737 | 173 | 387 | 560 | 344 | 42 | 5 | 20 | 25 | 38 |

### Internationellt
| År     | Lag    | Turnering | Matcher | Mål | Assist | Poäng | Utv |
| ------ | ------ | --------- | ------- | --- | ------ | ----- | --- |
| 2000   | Kanada | JVM       | 7       | 0   | 2      | 2     | 0   |
| Totalt | Totalt | Totalt    | 7       | 0   | 2      | 2     | 0   |

## Klubbar
- Rouyn-Noranda Huskies, QMJHL
- Fredericton Canadiens, AHL
- Quebec Remparts, QMJHL
- Quebec Cittadels, AHL
- Montreal Canadiens, NHL
- Hamilton Bulldogs, AHL
- Esbo Blues, FM-l
- Dallas Stars, NHL
- Washington Capitals, NHL